# Marburger Lenchen
Als Marburger Lenchen wird im Volksmund das Totalpräparat einer hochschwangeren Frau bezeichnet, das im Museum anatomicum, dem medizinhistorischen Museum der Philipps-Universität Marburg ausgestellt ist. Das Präparat stellt die anatomischen Umstände der Geburt dar und zeigt einen topographischen Sagittalschnitt, durch den die inneren Organe im Längsschnitt sichtbar gemacht werden. Es entstand vermutlich um 1900. Die Herkunft der Frau ist ungewiss, jedoch legen zeitgenössische Umstände nahe, dass es sich um eine aus ärmlichen Verhältnissen stammende Person handelt.

## Präparat
Beim Marburger Lenchen handelt sich um ein Feuchtpräparat, welches durch Einlegen in Formaldehyd haltbar gemacht wurde, und dadurch auch heute noch gut erhalten ist. Das Präparat ist nahezu farblos, weil durch das Formaldehyd die natürlichen Farbstoffe Hämoglobin und Myoglobin zersetzt wurden. Der Medianschnitt zeigt Kopf und Rumpf des Präparates mit seinen Organen im Längsschnitt. Die Beine des Präparates wurden abgetrennt, da kein Behältnis vorhanden war, um den gesamten Körper zu konservieren. Die zwei Sagittalschnitte sind jeweils in zwei Glasbehältern aufbewahrt, einmal mit und einmal ohne Fötus. Der Fötus, welcher nahezu ausgetragen war, starb vermutlich am intrauterinen Kindstod, da der Kopf schon sehr weit in den Geburtskanal hineingetrieben war. Nach dem Tod der Mutter wurde das Kind per Kaiserschnitt entbunden und einzeln präpariert. Anschließend wurde der Fötus wieder eingesetzt.
Die Frau litt an Kyphoskoliose, einer hochgradigen Verkrümmung der Wirbelsäule, welche vermutlich durch Knochentuberkulose ausgelöst wurde. Diese Verkrümmung führte zu einer massiven Verengung des Beckenausgangs, was eine natürliche Geburt unmöglich machte.
Das Präparat befindet sich seit Ende des 19. Jahrhunderts im Marburger Museum Anatomicum und stellt das einzige Totalpräparat einer Schwangeren in Deutschland dar. Angeblich gelangte das Präparat Ende des 19. Jahrhunderts aus der Marburger Frauenklinik in die Anatomische Sammlung. Seine Herkunft kann allerdings nicht zweifelsfrei geklärt werden.

## „Der krasse Fuchs“
Der Roman Der krasse Fuchs von Walter Bloem beschreibt das Studentenleben im ausgehenden 19. Jahrhundert. Im Zentrum der Erzählung steht ein Medizinstudent der Universität von Marburg, welcher die Schreinerstochter Lene Trimpop schwängert und sie wegen des Ständeunterschieds kurz darauf verlässt. Als die Geburtswehen einsetzen, stürzt sie sich aus Verzweiflung in die Lahn. Da sie durch Suizid verstorben ist, bleibt ihr ein Begräbnis auf einem Friedhof vorenthalten. Also wird sie der Anatomie überstellt und in den anatomischen Lehrsaal der Universität gebracht. Die Präparation des Leichnams soll jener Medizinstudent durchführen, welcher für ihre Situation verantwortlich war. Die Reue des Studenten ist groß, als er den Leichnam erblickt. Er fühlt sich schuldig, weil er sie verlassen hat und damit für ihren Tod verantwortlich ist.

## Leben
Das Leben des Marburger Lenchen lässt sich nicht konstruieren. Die hochschwangere Frau war vermutlich unverheiratet und nahm sich das Leben, indem sie sich in die Lahn stürzte. Es lässt sich nicht klären, ob die Darstellungen in Der krasse Fuchs auf Tatsachen basieren und sich auf das Leben des Marburger Lenchen übertragen lassen. Dieses Präparat gibt einen Einblick, unter welchem finanziellen und moralischen Druck unverheiratete oder verlassene Frauen in dieser Zeit standen. Suizid oder auch Kindestötung schienen der einzige Ausweg zu sein.

## Kritik an Ausstellung des Präparates
Das Marburger Lenchen gelangte zu trauriger Berühmtheit. Kritiker fordern, das Präparat aus der Sammlung des Museum anatomicum zu nehmen und eine christliche Beerdigung durchzuführen, da man nicht davon ausgehen kann, dass eine Zustimmung der jungen Frau vorliegt, sich anatomischen Zwecken oder einer Ausstellung zur Verfügung zu stellen.